# Дурман обыкновенный
Дурма́н обыкнове́нный, или Дурман воню́чий (лат. Datúra stramónium) — распространённый в Европе вид травянистых растений рода Дурман семейства Паслёновые (Solanaceae).

## Название
Биноминальное название дано Карлом Линнеем в работе «Species Plantarum» (1753). По одной из версий видовой эпитет stramonium образован от слов др.-греч. στρύχνος (strúkhnos) — паслён и μανιακός (maniakós) — безумный. По другой версии, в основу термина легло фр. stramoine — вонючий сорняк.
На русском языке растение имеет множество названий, распространённых в большей и меньшей степени в разных регионах России: Дурман вонючий, дивдерево, дуропьян, дурье зелье, одурь-трава, шальная трава, колючие яблоки, бадура, бодяк, дурнишник.

## Ботаническое описание

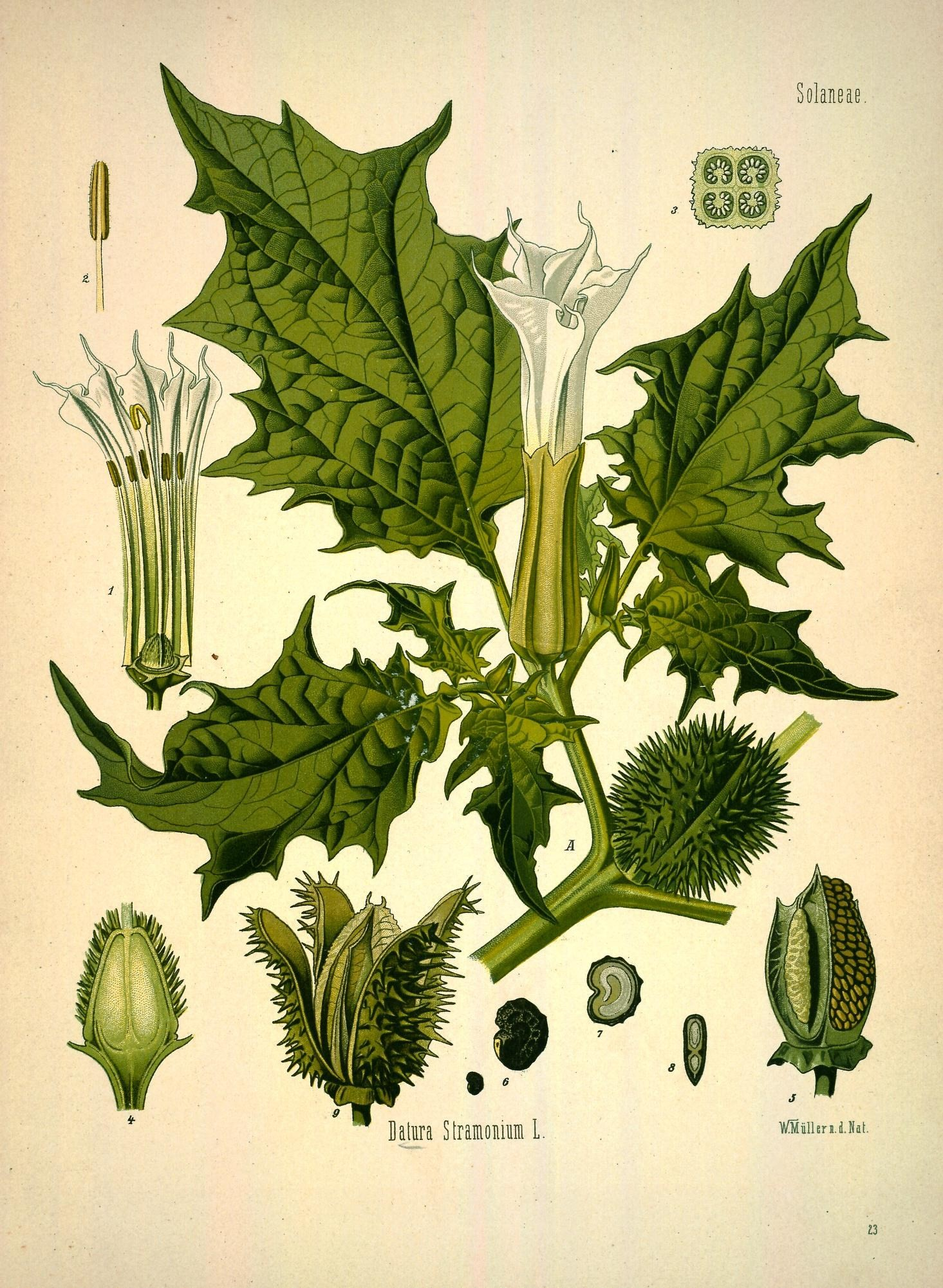

Однолетнее травянистое растение до 1,5 метров высотой.
Корень стрежневой, ветвистый, мощный.
Стебли прямостоячие, вильчато ветвящиеся, голые.
Листья очерёдные, черешковые, цельные яйцевидные, крупновыемчато-зубчатые (несут по краям крупные зубцы) с заострённой вершиной, сверху тёмно-зелёного цвета, снизу светлее.
Цветки одиночные, верхушечные или пазушные, крупные, белые, пахучие, издают сильный дурманящий запах. Белый ворончато-складчатый венчик и чашечка сростнолистные, пятичленные. Чашечка вдвое короче венчика. Венчик белый до 12 см длины, трубчато-воронковидный, со складчатым, широким пятилопастным отгибом. Цветёт в июне—августе.
Плод — четырёхгнёздная коробочка, раскрывающаяся четырьмя створками, покрытая шипами. Во время созревания коробочка растрескивается. Семена многочисленные, почковидные, матово-чёрные. Размеры одной семянки 3—3,5 мм на 2,5—3 мм и 1,5—2 мм. Одна тысяча семян весит 5—8 граммов. В одной коробочке созревает от 500 до 800 штук, на одном растении — 25—45 тысяч.

## Распространение и экология
Распространено на юго-востоке, в Астраханской, Волгоградской областях, реже в Саратовской и Самарской. Встречается также в чернозёмных местностях. Произрастает по залежам возле жилья, на замусоренных местах — вдоль дорог. Предпочитает сырые места.

## История
В произведении «Общая история дел Новой Испании» (1547—1577) Бернардино де Саагун, опираясь на сведения ацтеков о свойствах растений, привёл различные сведения о дурмане, в частности, о том, что:

Есть другая трава, которая называется тлапатль. Это кустарник, он даёт бутоны без шипов, как у лимонов; у него зелёная кожура, листья широкие, цветы белые, семя чёрное и зловонное. Подавляет желание есть у тех, кто принимает его; она одурманивает и сводит с ума навсегда. Вредит сердцу людей, приводит в беспорядок сердца людей, опьяняет людей. Тот, кто съедает его, уже не желает есть аж до самой смерти. Но если съесть немного, то навсегда придёт в беспорядок сердце, обезумеет, навсегда завладеет, уже никогда не будет человек разумным. Также нельзя его нюхать, потому что оно вредит сердцу людей, приводит к отказу людей от еды, вредит сердцу людей, сводит с ума людей, заставляет людей отказаться от еды. Вкладываю тлапатль. Вкладываю тлапатль. Ем тлапатль. Говорят о том, у кого никогда не было уважения, о том, кто живёт высокомерно, о том, кто живёт спесиво: «ест мишитль, тлапатль», «вкладывает мишитль, вкладывает тлапатль».

## Хозяйственное значение и использование
Применяется в медицине. Лекарственным сырьём являются листья, верхушки и семена. Лист дурмана (лат. Folium Stramonii) заготовляют в период от начала цветения до наступления заморозков. Сушат при температуре 45—50° С. Срок хранения сырья 2 года.
В листьях дурмана содержится главным образом алкалоид гиосциамин (до 0,5 %), а также скополамин и атропин.
Препараты листьев дурмана оказывают успокаивающее действие на центральную нервную систему за счёт содержащегося в них скополамина. Обладают спазмолитическим действием и способствуют понижению секреторной функции железистого аппарата. Лист дурмана входит в состав противоастматических сборов.
Все виды дурмана содержат такие алкалоиды, как скополамин, гиосциамин, атропин, которые преимущественно содержатся в семенах и цветках растения. Из‐за наличия этих веществ дурман использовался в некоторых культурах на протяжении веков как яд и галлюциноген.

## Токсичность
Дурману девочка наелась, 

Тошнит, головка разболелась, 

Пылают щечки, клонит в сон. 

Но сердцу сладко, сладко, сладко: 

Все непонятно, все загадка, 

Какой-то звон со всех сторон:
Не видя, видит взор иное, 

Чудесное и неземное, 

Не слыша, ясно ловит слух 

Восторг гармонии небесной — 

И невесомой, бестелесной 

Её довел домой пастух.
Наутро гробик сколотили. 

Над ним попели, покадили, 

Мать порыдала… И отец 

Прикрыл его тесовой крышкой 

И на погост отнес под мышкой… 

Ужели сказочке конец?
Всё растение сильно ядовито, особенно семена, из-за содержащихся в нём алкалоидов, относящихся к тропанам. Алкалоиды дурмана объединяют в группу, называемую страмонины, или датурины, они обладают атропиноподобным действием, то есть оказывают спазмолитическое действие на гладкую мускулатуру, расширяют зрачки, повышают внутриглазное давление, вызывают паралич аккомодации, подавляют секрецию железистого аппарата, учащают сокращения сердца. Действие алкалоидов дурмана на центральную нервную систему различно: гиосциамин повышает возбудимость нервной системы, а скополамин — понижает её.

### Симптомы отравления
Моторное возбуждение, резкое расширение зрачков, гиперемия кожных покровов лица и шеи, сухость слизистой рта, охриплость голоса, брадикардия, головная боль, сильная жажда. В последующем развивается коматозное состояние, галлюцинации, несвязанная речь.

### Помощь при отравлении
Промывание желудка слабыми растворами окислителей (перманганат калия), назначение адсорбирующих средств с последующим промыванием желудка и проведение симптоматической терапии, направленной на восстановление жизненно важных функций. В тяжелых случаях — назначение веществ антихолинэстеразного и холиномиметического действия (эзерин, прозерин, пилокарпин).

## Классификация

### Таксономия
Datura stramonium L., 1753, Sp. Pl. 1: 179
В соответствии с современной системой классификации APG IV по состоянию на июнь 2024 года род Дурман относится к трибе Дурмановые (Datureae) подсемейства Паслёновые (Solanoideae) семейства Паслёновые (Solanaceae) порядка Паслёноцветные (Solanales), последовательно входящего в клады Ламииды → Астериды → Суперастериды → Эвдикоты → Цветковые растения.
Вид Дурман обыкновенный включается в род Дурман (Datura) трибы Дурмановые (Datureae) подсемейства Паслёновые (Solanoideae) семейства Паслёновые (Solanaceae) порядка Паслёноцветные (Solanales), последовательно входящего в клады Ламииды → Астериды → Суперастериды → Эвдикоты → Цветковые растения. Таксономическая схема в соответствии с Системой APG IV по состоянию на июнь 2024 года:
|  |                          |  |                                   |                                   |                      |  | еще 4 семейства | еще 4 семейства |                         |  |  |  | еще 14 подтвержденных видов и 50 видов, ожидающих подтверждения |
|  |                          |  |                                   |                                   |                      |  | еще 4 семейства | еще 4 семейства |                         |  |  |  | еще 14 подтвержденных видов и 50 видов, ожидающих подтверждения |
|  |                          |  |                                   | порядок Паслёноцветные            |                      |  |                 |                 | род Дурман              |  |  |  |                                                                 |
|  |                          |  |                                   | порядок Паслёноцветные            |                      |  |                 |                 | род Дурман              |  |  |  |                                                                 |
|  | клада Цветковые растения |  |                                   |                                   | семейство Паслёновые |  |                 |                 | вид Дурман обыкновенный |  |  |  |                                                                 |
|  | клада Цветковые растения |  |                                   |                                   | семейство Паслёновые |  |                 |                 |                         |  |  |  |                                                                 |
|  |                          |  | ещё 63 порядка цветковых растений | ещё 63 порядка цветковых растений |                      |  |                 | еще 100 родов   | еще 100 родов           |  |  |  |                                                                 |
|  |                          |  |                                   | ещё 63 порядка цветковых растений |                      |  |                 |                 | еще 100 родов           |  |  |  |                                                                 |

### Синонимы

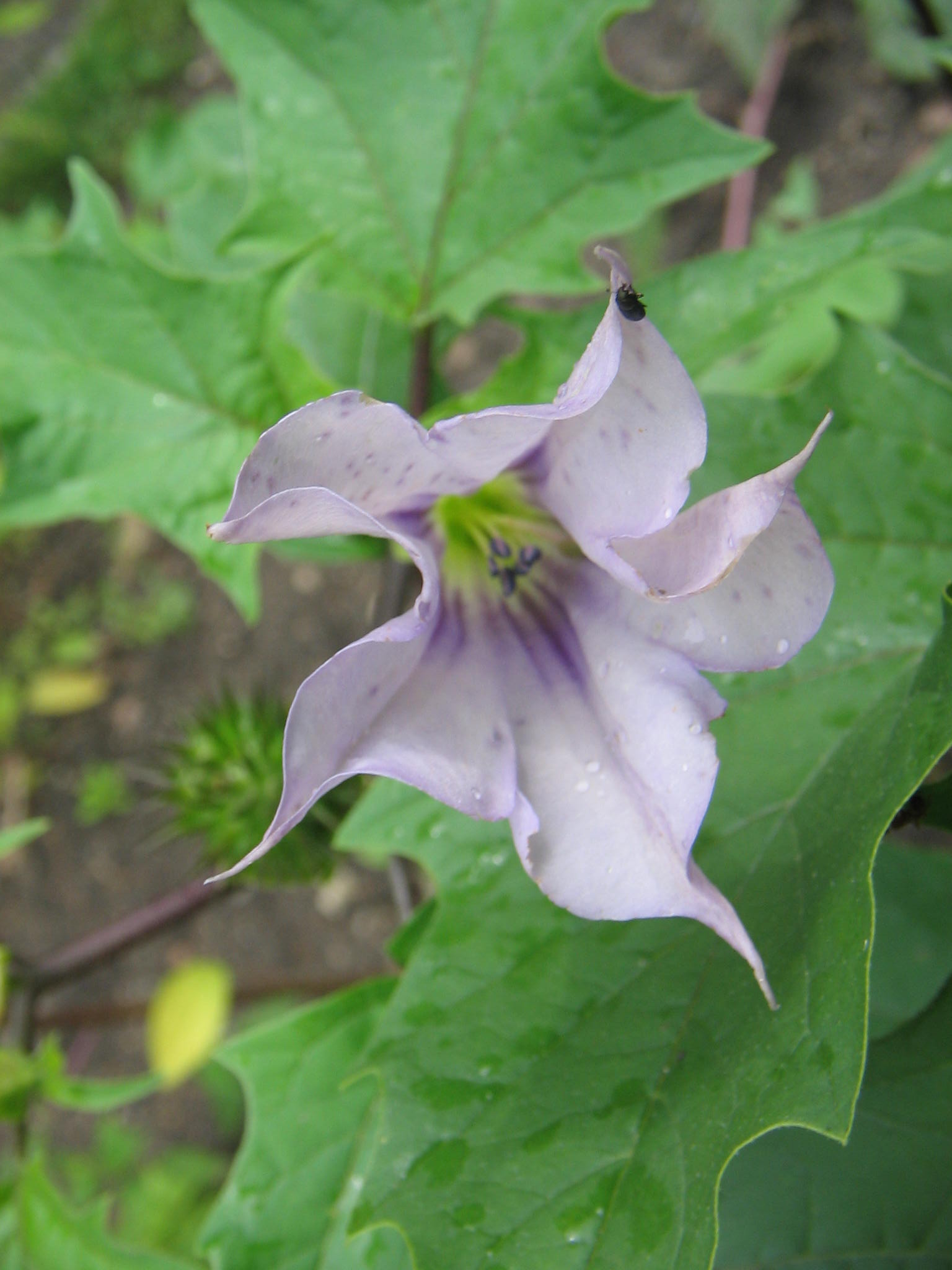
Венчик
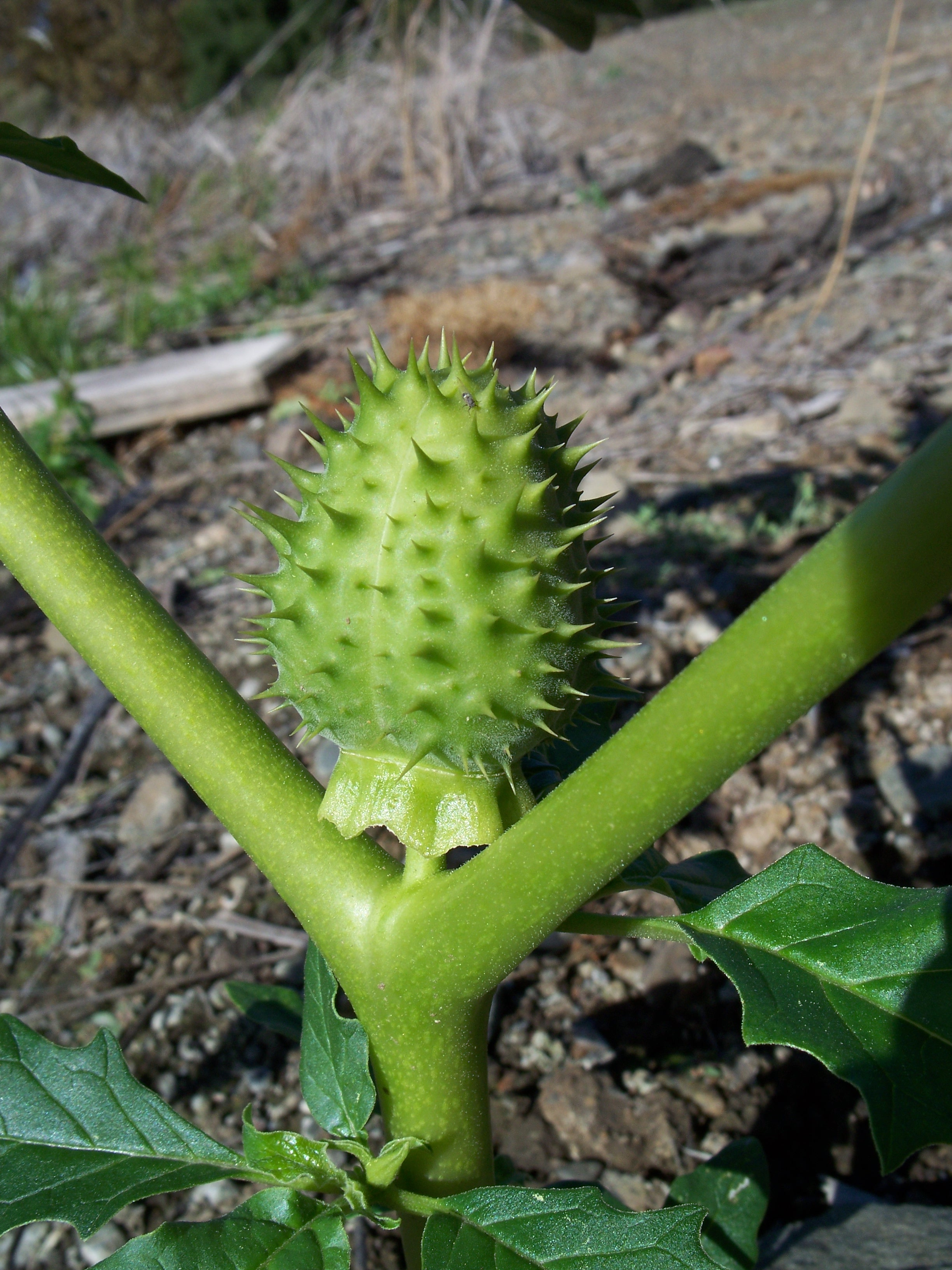
Плод
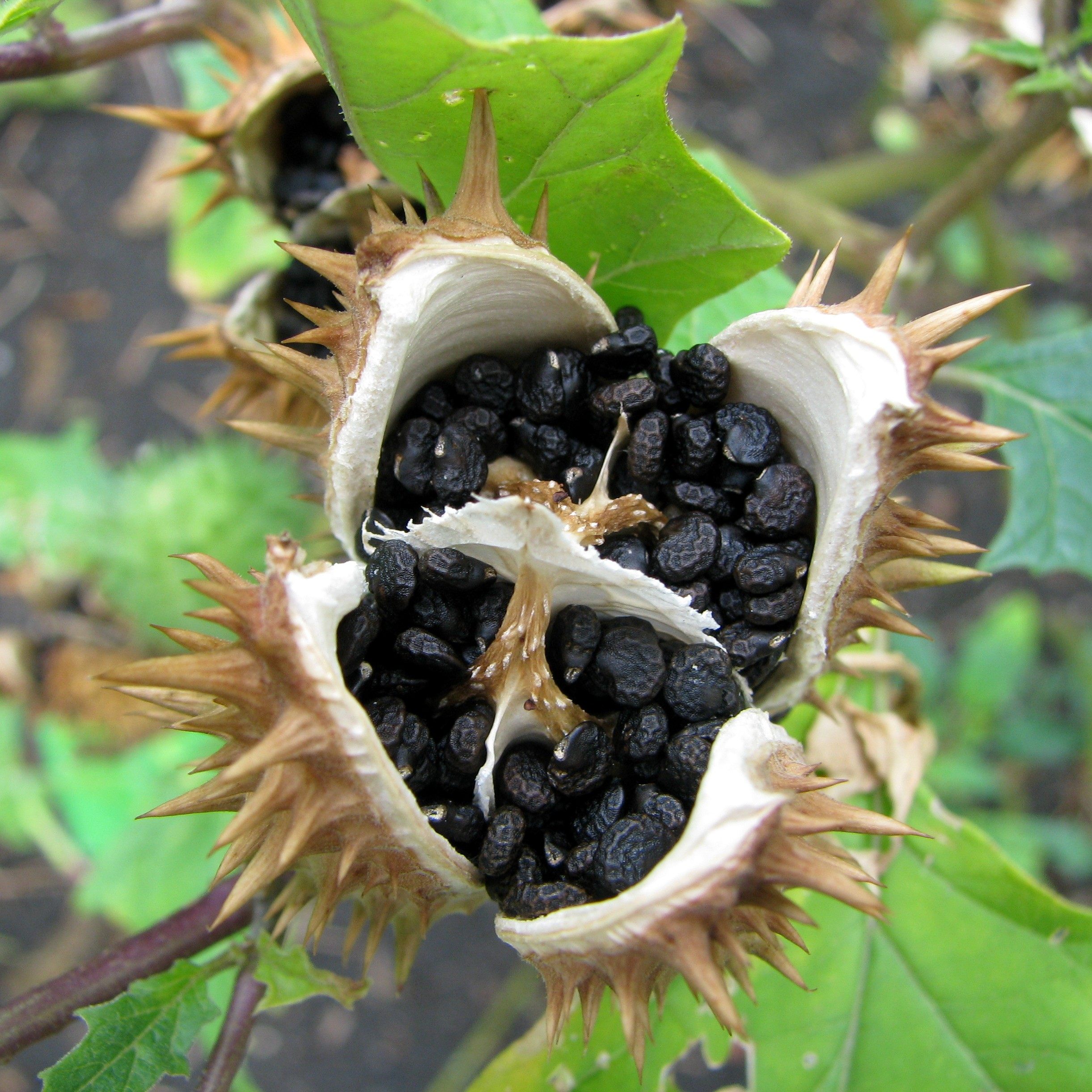
Семена

- Datura bernhardii Lundstrom
- Datura bertolonii Parl. ex Guss.
- Datura inermis Jacq.
- Datura muricata Hort. Berol. ex Godr.
- Datura stramonium Wall.
- Datura stramonium Thunb.
- Datura stramonium Vell.
- Datura stramonium f. inermis (Juss.) Hupke
- Datura stramonium f. tatula (L.) Geerinck & É.Walravens
- Datura stramonium f. tatula (L.) B.Boivin
- Datura stramonium var. chalybea W.D.J.Koch
- Datura stramonium var. inermis (Juss.) Fernald
- Datura stramonium var. tatula (L.) Torr.
- Datura tatula L.
- Datura wallichii Dunal
- Stramonium tatula (L.) Moench
- Stramonium vulgare Hill
- Stramonium vulgare Moench

- Венчик
- Плод
- Семена